# ECOSTRESS

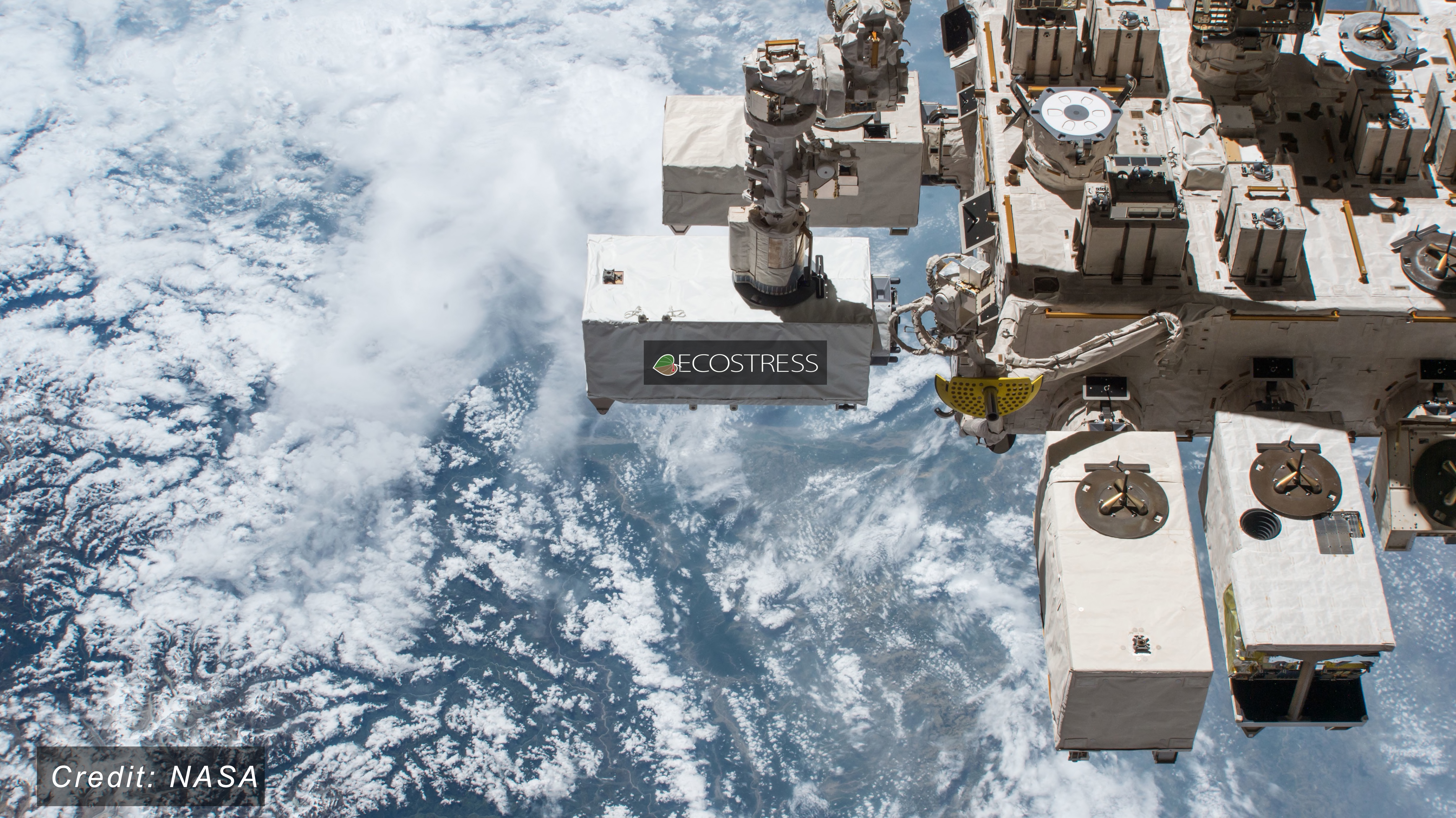
ECOSTRESS放射計

ECOSTRESS（Ecosystem Spaceborne Thermal Radiometer Experiment on Space Station、「宇宙ステーションでの宇宙船搭載生態系熱放射系実験」）は、太陽年を通しての植物の成育している地球上の特定の場所での温度を測定する国際宇宙ステーション（ISS）に設置された放射計を用いた進行中の科学実験。2018年6月29日打ち上げ。これらの測定値は、熱波や旱魃などのイベントが農作物に与える影響について科学的な知見を科学者に提供する。

## ECOSTRESS放射計
このデータを収集するはマルチスペクトラムの熱赤外線放射計である。この装置は地表の気温ではなく大地表面の温度を測定する。ともにNASAのジェット推進研究所（JPL）に所属する、サイモン・フック博士がECOSTRESSミッションの主任研究員であり、ジョシュア・フィッシャー博士が科学責任者である。ECOSTRESSのデータは、アメリカ地質調査所（USGS）が管理する土地プロセス分散型活動的保管センター（LP DAAC）に保存される。ECOSTRESSのデータは、LP DAACのAppEEARS（Application for Extracting and Exploring Analysis Ready Samples、ユーザーがデータを地理的な緯度/経度形式の再投影を迅速に行うことを可能にする、分析可能なサンプルを抽出および探索するためのアプリケーション）ツールなどのさまざまなプラットフォームを通して発見可能である。収取したデータはオーストラリアのオープンアクセスなTERNデータ・ディスカバリー・ポータルを通じても出版される。
ECOSTRESS放射計はJPLで組み立てられ、熱赤外線（8〜12μm）に5バンドと、位置特定用に近赤外線に1バンドの放射計を有している。ECOSTRESSは、2018年6月29日にケープ・カナベラルから打ち上げられてスペースX ドラゴンでISSに届けられた。ドラゴンは2018年7月3日に宇宙ステーションに到着した。放射計はステーションのきぼうモジュールに設置された。放射計はドラゴンに積載された2,700 kgの貨物のうちの約550 kgを占めていた。その他の貨物には、その他の装備及び補給品とともに、カナダアーム2ロボットアームの予備部品も含まれていた。

## 主な科学的疑問
ECOSTRESSが取り組んでいる主な科学的疑問は以下の通り：
1. 陸上生物圏は水の利用可能性の変化にどのように反応しているか？
2. 日中の植生による水ストレスの変化が地球の炭素循環にどのような影響を与えるか？
3. 農業用水消費量の高度なモニタリングと干ばつ予測の改善により、農業の脆弱性を軽減することができるのか？

## チームメンバー
当初のECOSTRESS科学チームにはグリン・ハリー博士（JPL）およびアメリカ合衆国農務省のアンドリュー・フレンチ博士やマーサ・アンダーソン博士が含まれていた。その他の科学チームメンバーとしてはエリック・ウッド博士（プリンストン）、リック・アレン（アイダホ大学）およびクリス・ヘイン（NASAマーシャル宇宙飛行センター）が参加していた。ECOSTRESSは、メンバーに暫定データへの早期アクセスと Slack チャンネルでの他の ECOSTRESS ユーザーとの協力の機会を提供するアーリー・アダプター・プログラムを設立した初めての地球探査ミッションである。2019年8月時点で、アーリー・アダプター・プログラムは250人を超えるメンバーが参加するECOSTRESS実践コミュニティに移行した。

## 科学データ成果物
ECOSTRESSで得られた科学データ成果物は以下の通り：
| データ成果物 | 詳細                                   | ピクセルサイズ* | 時間 分解能（日）                                    |
| --- | -------------------------------------- | --------------- | ---------------------------------------------------- |
| ECO1BRAD.001 | 放射輝度                               | 70 x 70         | アメリカ合衆国の大陸全体および目標地域**、1〜7日ごと |
| ECO1BATT.001 | 姿勢および天体暦                       | 70 x 70         | アメリカ合衆国の大陸全体および目標地域**、1〜7日ごと |
| ECO1BMAPRAD.001 | 投影輝度                               | 70 x 70         | アメリカ合衆国の大陸全体および目標地域**、1〜7日ごと |
| ECO1BGEO.001 | ジオロケーション                       | 70 x 70         | アメリカ合衆国の大陸全体および目標地域**、1〜7日ごと |
| ECO2LSTE.001 | 地表面温度および放射率                 | 70 x 70         | アメリカ合衆国の大陸全体および目標地域**、1〜7日ごと |
| ECO2CLD.001 | 雲量                                   | 70 x 70         | アメリカ合衆国の大陸全体および目標地域**、1〜7日ごと |
| ECO3ETPTJPL.001 | 蒸発散量（拡張PT-JPLモデル）           | 70 x 70         | アメリカ合衆国の大陸全体および目標地域**、1〜7日ごと |
| ECO3ANCQA.001 | 付随データ品質                         | 70 x 70         | アメリカ合衆国の大陸全体および目標地域**、1〜7日ごと |
| ECO3ETALEXIU.001 | 蒸発散量（拡張ALEXIモデル）            | 30 x 30***      | アメリカ合衆国の大陸全体および目標地域**、1〜7日ごと |
| ECO4ESIPTJPL.001 | L3_ET_PT-JPLから導出された蒸発応力指数 | 70 x 70         | アメリカ合衆国の大陸全体および目標地域**、1〜7日ごと |
| ECO4ESIALEXIU.001 | L3_ET_ALEXIから導出された蒸発応力指数  | 30 x 30***      | アメリカ合衆国の大陸全体および目標地域**、1〜7日ごと |
| ECO4WUE.001 | 水利用効率                             | 70 x 70         | アメリカ合衆国の大陸全体および目標地域**、1〜7日ごと |
| * ISSの高度に依存することから、より正確にはピクセル間隔解像度（m）と呼ばれる ** 詳細については、データが取得された場所を確認するために ECOSTRESS Gmap にアクセスのこと *** 70 x 70を再サンプルして30 x 30（メートル） |                                        |                 |                                                      |

## 公式リンク
- https://ecostress.jpl.nasa.gov/